# Fußballclub Hansa Rostock 2008-2009
Questa voce raccoglie le informazioni riguardanti il Hansa Rostock nelle competizioni ufficiali della stagione 2008-2009.

## Stagione
Nella stagione 2008-2009 l'Hansa Rostock, allenato da Andreas Zachhuber, concluse il campionato di 2. Bundesliga al 13º posto. In Coppa di Germania l'Hansa Rostock fu eliminato agli ottavi di finale dal Wolfsburg.

## Rosa
| N. |                         | Ruolo | Calciatore               |
| -- | ----------------------- | ----- | ------------------------ |
| 21 | Germania (bandiera)     | P     | Jörg Hahnel              |
| 37 | Germania (bandiera)     | P     | Andreas Kerner           |
| 23 | Germania (bandiera)     | P     | Kenneth Kronholm         |
| 1  | Germania (bandiera)     | P     | Stefan Wächter           |
| 22 | Germania (bandiera)     | D     | Sebastian Albert         |
| 31 | Germania (bandiera)     | D     | Kai Bülow                |
| 19 | Germania (bandiera)     | D     | Tom Buschke              |
| 23 | Brasile (bandiera)      | D     | Diego Morais             |
| 28 | Brasile (bandiera)      | D     | Gledson                  |
| 26 | Germania (bandiera)     | D     | Stephan Gusche           |
| 2  | Germania (bandiera)     | D     | Dexter Langen            |
| 5  | Germania (bandiera)     | D     | Benjamin Lense           |
| 16 | RD del Congo (bandiera) | D     | Assani Lukimya-Mulongoti |
| 18 | Germania (bandiera)     | D     | Bastian Oczipka          |
| 4  | Brasile (bandiera)      | D     | Orestes Júnior Alves     |
| 3  | Stati Uniti (bandiera)  | D     | Heath Pearce             |

| N. |                      | Ruolo | Calciatore        |
| -- | -------------------- | ----- | ----------------- |
| 35 | Germania (bandiera)  | D     | Kevin Schöneberg  |
| 27 | Germania (bandiera)  | C     | Fin Bartels       |
| 13 | Germania (bandiera)  | C     | Mario Fillinger   |
| 29 | Germania (bandiera)  | C     | Tobias Jänicke    |
| 33 | Turchia (bandiera)   | C     | Guido Koçer       |
| 32 | Germania (bandiera)  | C     | Felix Kroos       |
| 8  | Ungheria (bandiera)  | C     | Krisztián Lisztes |
| 17 | Germania (bandiera)  | C     | Tobias Rathgeb    |
| 6  | Danimarca (bandiera) | C     | Martin Retov      |
| 20 | Germania (bandiera)  | C     | Kevin Schindler   |
| 14 | Danimarca (bandiera) | C     | Sebastian Svärd   |
| 25 | Germania (bandiera)  | C     | Simon Tüting      |
| 10 | Turchia (bandiera)   | C     | Zafer Yelen       |
| 7  | Francia (bandiera)   | A     | Régis Dorn        |
| 9  | Germania (bandiera)  | A     | Enrico Kern       |
| 15 | Finlandia (bandiera) | A     | Henri Myntti      |

## Organigramma societario
Area tecnica
- Allenatore: Andreas Zachhuber
- Allenatore in seconda: Thomas Finck
- Preparatore dei portieri: Perry Bräutigam
- Preparatori atletici:

## Risultati

### 2. Bundesliga

#### Girone di andata
| Arbitro: | Rafati |

|                       |           |                          |
| Wagner 4’ Makiadi 48’ | Marcatori | 40’ Dorn 57’ (rig.) Kern |

| Arbitro: | Hartmann |

|          |           |  |
| Dorn 71’ | Marcatori |  |

| Arbitro: | Gagelmann |

|              |           |  |
| Idrissou 35’ | Marcatori |  |

| Arbitro: | Winkmann |

|                           |           |                       |
| Schindler 80’ Gledson 84’ | Marcatori | 61’ Baljak 69’ Heller |

| Arbitro: | Aytekin |

|                 |           |                         |
| Toborg 44’, 61’ | Marcatori | 36’ Schindler 87’ Lense |

| Arbitro: | Kinhöfer |

|                            |           |  |
| Dorn 30’ Ćetković 71’, 87’ | Marcatori |  |

| Arbitro: | Henschel |

|                                         |           |                       |
| Neunaber 25’ Leitl 48’ Lokvenc 59’, 87’ | Marcatori | 9’ Ćetković 85’ Lense |

| Arbitro: | Grudzinski |

| |           |  |
| Orestes 21’, 53’ Schindler 28’ Kern 32’, 76’ Richter 63’ (aut.) Bartels 66’ Lense 81’ Lechleiter 90’ | Marcatori |  |

| Francoforte sul Meno 24 ottobre 2008, ore 18:00 CEST 9ª giornata | FSV Francoforte | 0 – 0 referto | Hansa Rostock | Commerzbank-Arena (5 217 spett.)\| Arbitro: \| Willenborg \| |
| Arbitro:                                                         | Willenborg      |               |               |                                                              |

| Arbitro: | Metzen |

|            |           |                             |
| Bartels 1’ | Marcatori | 71’ Takyi 74’ (rig.) Nehrig |

| Arbitro: | Welz |

|              |           |  |
| Lüttmann 71’ | Marcatori |  |

| Arbitro: | Kempter |

|                     |           |                             |
| Lechleiter 23’, 43’ | Marcatori | 74’ Reichenberger 86’ Braun |

| Arbitro: | Aytekin |

|                                                   |           |  |
| Lakić 8’, 45’ Jendrišek 54’, 83’ Simpson 69’, 76’ | Marcatori |  |

| Arbitro: | Meyer |

|  |           |           |
|  | Marcatori | 77’ Lauth |

| Arbitro: | Gagelmann |

|                        |           |  |
| Thurk 2’ Torghelle 80’ | Marcatori |  |

| Arbitro: | Kircher |

|                                     |           |  |
| Mintál 9’, 77’ Frantz 31’ Kluge 45’ | Marcatori |  |

| Arbitro: | Steinhaus |

|                  |           |  |
| Šimac 26’ (aut.) | Marcatori |  |

#### Girone di ritorno
| Arbitro: | Weiner |

|  |           |              |
|  | Marcatori | 80’ Brzenska |

| Arbitro: | Frank |

|                                 |           |                            |
| Auer 52’ Holtby 81’ Vuković 87’ | Marcatori | 31’ Retov 50’, 76’ Bartels |

| Arbitro: | Wagner |

|               |           |                               |
| Fillinger 16’ | Marcatori | 3’ Bechmann 64’, 75’ Radyënaŭ |

| Arbitro: | Hartmann |

|                            |           |               |
| Feulner 17’ Bancé 77’, 79’ | Marcatori | 40’ Fillinger |

| Rostock 27 febbraio 2009, ore 18:00 CET 22ª giornata | Hansa Rostock | 0 – 0 referto | Rot Weiss Ahlen | DKB-Arena (11 000 spett.)\| Arbitro: \| Zwayer \| |
| Arbitro:                                             | Zwayer        |               |                 |                                                   |

| Arbitro: | Wingenbach |

|                                  |           |                      |
| Sako 53’ (rig.) Hoilett 72’, 84’ | Marcatori | 2’ Myntti 5’ Bartels |

| Arbitro: | Schriever |

|             |           |               |
| Orestes 18’ | Marcatori | 44’ Wohlfarth |

| Arbitro: | Fischer |

|         |           |              |
| Cha 20’ | Marcatori | 9’ Schindler |

| Arbitro: | Walz |

|                           |           |  |
| Kern 33’ (rig.) Retov 80’ | Marcatori |  |

| Arbitro: | Bandurski |

|  |           |               |
|  | Marcatori | 64’ Fillinger |

| Arbitro: | Fleischer |

|                                      |           |              |
| Fillinger 21’ Schindler 39’ Kern 53’ | Marcatori | 29’ Reichert |

| Osnabrück 27 aprile 2009, ore 20:15 CEST 29ª giornata | Osnabrück | 0 – 0 referto | Hansa Rostock | Osnatel Arena (15 300 spett.)\| Arbitro: \| Drees \| |
| Arbitro:                                              | Drees     |               |               |                                                      |

| Arbitro: | Grudzinski |

|                                             |           |             |
| Fillinger 7’, 21’ Kern 56’, 78’ Bartels 67’ | Marcatori | 48’ Amedick |

| Arbitro: | Wagner |

|                                    |           |                             |
| Schäffler 19’ Lauth 56’ Rösler 90’ | Marcatori | 34’, 85’ Kern 45’ Fillinger |

| Arbitro: | Frank |

|                           |           |                         |
| Kern 38’, 56’ Lisztes 58’ | Marcatori | 13’, 84’ Thurk 76’ Hain |

| Rostock 17 maggio 2009, ore 14:00 CEST 33ª giornata | Hansa Rostock | 0 – 0 referto | Norimberga | DKB-Arena (27 000 spett.)\| Arbitro: \| Kinhöfer \| |
| Arbitro:                                            | Kinhöfer      |               |            |                                                     |

| Arbitro: | Schalk |

|                 |           |               |
| Stroh-Engel 38’ | Marcatori | 68’ Fillinger |

### Coppa di Germania
| Arbitro: | Grudzinski |

|  |           |                              |
|  | Marcatori | 22’ Lechleiter 83’ Schindler |

| Arbitro: | Brych |

|           |           |                |
| Fenin 44’ | Marcatori | 53’, 101’ Kern |

| Arbitro: | Drees |

|                                                           |           |               |
| Grafite 58’, 86’ (rig.), 90’ Bülow 65’ (aut.) Gentner 79’ | Marcatori | 68’ Fillinger |

## Statistiche

### Statistiche di squadra
| Competizione      | Punti | In casa | In casa | In casa | In casa | In casa | In casa | In trasferta | In trasferta | In trasferta | In trasferta | In trasferta | In trasferta | Totale | Totale | Totale | Totale | Totale | Totale | DR |
| Competizione      | Punti | G       | V       | N       | P       | Gf      | Gs      | G            | V            | N            | P            | Gf           | Gs           | G      | V      | N      | P      | Gf     | Gs     | DR |
| ----------------- | ----- | ------- | ------- | ------- | ------- | ------- | ------- | ------------ | ------------ | ------------ | ------------ | ------------ | ------------ | ------ | ------ | ------ | ------ | ------ | ------ | -- |
| 2. Bundesliga     | 38    | 17      | 7       | 6       | 4       | 34      | 17      | 17           | 1            | 8            | 8            | 18           | 36           | 34     | 8      | 14     | 12     | 52     | 53     | -1 |
| Coppa di Germania | -     | 0       | 0       | 0       | 0       | 0       | 0       | 3            | 2            | 0            | 1            | 5            | 6            | 3      | 2      | 0      | 1      | 5      | 6      | -1 |
| Totale            | -     | 17      | 7       | 6       | 4       | 34      | 17      | 20           | 3            | 8            | 9            | 23           | 42           | 37     | 10     | 14     | 13     | 57     | 59     | -2 |

### Andamento in campionato
| Giornata  | 1 | 2 | 3  | 4 | 5 | 6 | 7  | 8 | 9 | 10 | 11 | 12 | 13 | 14 | 15 | 16 | 17 | 18 | 19 | 20 | 21 | 22 | 23 | 24 | 25 | 26 | 27 | 28 | 29 | 30 | 31 | 32 | 33 | 34 |
| --------- | - | - | -- | - | - | - | -- | - | - | -- | -- | -- | -- | -- | -- | -- | -- | -- | -- | -- | -- | -- | -- | -- | -- | -- | -- | -- | -- | -- | -- | -- | -- | -- |
| Luogo     | T | C | T  | C | T | C | T  | C | T | C  | T  | C  | T  | C  | T  | T  | C  | C  | T  | C  | T  | C  | T  | C  | T  | C  | T  | C  | T  | C  | T  | C  | C  | T  |
| Risultato | N | V | P  | N | N | V | P  | V | N | P  | P  | N  | P  | P  | P  | P  | V  | P  | N  | P  | P  | N  | P  | N  | N  | V  | V  | V  | N  | V  | N  | N  | N  | N  |
| Posizione | 8 | 4 | 10 | 8 | 9 | 8 | 10 | 8 | 8 | 10 | 11 | 12 | 14 | 14 | 15 | 15 | 15 | 15 | 16 | 16 | 17 | 17 | 17 | 17 | 17 | 17 | 16 | 15 | 15 | 14 | 14 | 14 | 15 | 13 |

Legenda:

Luogo: C = Casa; T = Trasferta. Risultato: V = Vittoria; N = Pareggio; P = Sconfitta.

### Statistiche dei giocatori
| Giocatore     | 2. Bundesliga | 2. Bundesliga | 2. Bundesliga | 2. Bundesliga | Coppa di Germania | Coppa di Germania | Coppa di Germania | Coppa di Germania | Totale   | Totale | Totale      | Totale     |
| Giocatore     | Presenze      | Reti          | Ammonizioni   | Espulsioni    | Presenze          | Reti              | Ammonizioni       | Espulsioni        | Presenze | Reti   | Ammonizioni | Espulsioni |
| ------------- | ------------- | ------------- | ------------- | ------------- | ----------------- | ----------------- | ----------------- | ----------------- | -------- | ------ | ----------- | ---------- |
| J. Hahnel     | 34            | 0             | 0             | 0             | 3                 | 0                 | 0                 | 0                 | 37       | 0      | 0           | 0          |
| A. Kerner     | -             | -             | -             | -             | -                 | -                 | -                 | -                 | -        | -      | -           | -          |
| K. Kronholm   | -             | -             | -             | -             | -                 | -                 | -                 | -                 | -        | -      | -           | -          |
| S. Wächter    | -             | -             | -             | -             | -                 | -                 | -                 | -                 | -        | -      | -           | -          |
| S. Albert     | 2             | 0             | 1             | 0             | -                 | -                 | -                 | -                 | 2        | 0      | 1           | 0          |
| K. Bülow      | 26            | 0             | 2             | 0             | 2                 | 0                 | 0                 | 0                 | 28       | 0      | 2           | 0          |
| T. Buschke    | 2             | 0             | 0             | 0             | -                 | -                 | -                 | -                 | 2        | 0      | 0           | 0          |
| D. Morais     | 4             | 0             | 0             | 0             | 1                 | 0                 | 1                 | 0                 | 5        | 0      | 1           | 0          |
| Gledson       | 16            | 1             | 0             | 1             | 3                 | 0                 | 0                 | 0                 | 19       | 1      | 0           | 1          |
| S. Gusche     | 1             | 0             | 0             | 0             | -                 | -                 | -                 | -                 | 1        | 0      | 0           | 0          |
| D. Langen     | 9             | 0             | 2             | 0             | 1                 | 0                 | 1                 | 0                 | 10       | 0      | 3           | 0          |
| B. Lense      | 15            | 3             | 0             | 0             | 2                 | 0                 | 0                 | 0                 | 17       | 3      | 0           | 0          |
| A. Lukimya    | 5             | 0             | 0             | 0             | 1                 | 0                 | 0                 | 0                 | 6        | 0      | 0           | 0          |
| B. Oczipka    | 29            | 0             | 4             | 0             | 2                 | 0                 | 0                 | 0                 | 31       | 0      | 4           | 0          |
| Orestes       | 26            | 3             | 4             | 0             | 1                 | 0                 | 1                 | 0                 | 27       | 3      | 5           | 0          |
| H. Pearce     | 12            | 0             | 1             | 1             | 1                 | 0                 | 0                 | 0                 | 13       | 0      | 1           | 1          |
| K. Schöneberg | 16            | 0             | 2             | 0             | -                 | -                 | -                 | -                 | 16       | 0      | 2           | 0          |
| F. Bartels    | 28            | 6             | 5             | 1             | 2                 | 0                 | 1                 | 0                 | 30       | 6      | 6           | 1          |
| M. Fillinger  | 26            | 8             | 4             | 0             | 2                 | 1                 | 0                 | 0                 | 28       | 9      | 4           | 0          |
| T. Jänicke    | -             | -             | -             | -             | -                 | -                 | -                 | -                 | -        | -      | -           | -          |
| G. Koçer      | 4             | 0             | 1             | 0             | -                 | -                 | -                 | -                 | 4        | 0      | 1           | 0          |
| F. Kroos      | 16            | 0             | 2             | 0             | 1                 | 0                 | 0                 | 0                 | 17       | 0      | 2           | 0          |
| K. Lisztes    | 13            | 1             | 1             | 0             | 1                 | 0                 | 0                 | 0                 | 14       | 1      | 1           | 0          |
| T. Rathgeb    | 7             | 0             | 1             | 0             | 2                 | 0                 | 0                 | 0                 | 9        | 0      | 1           | 0          |
| M. Retov      | 31            | 2             | 4             | 0             | 3                 | 0                 | 0                 | 0                 | 34       | 2      | 4           | 0          |
| K. Schindler  | 32            | 5             | 2             | 0             | 3                 | 1                 | 0                 | 0                 | 35       | 6      | 2           | 0          |
| S. Svärd      | 13            | 0             | 5             | 0             | 1                 | 0                 | 0                 | 0                 | 14       | 0      | 5           | 0          |
| S. Tüting     | 5             | 0             | 1             | 0             | -                 | -                 | -                 | -                 | 5        | 0      | 1           | 0          |
| Z. Yelen      | 2             | 0             | 1             | 0             | -                 | -                 | -                 | -                 | 2        | 0      | 1           | 0          |
| R. Dorn       | 13            | 3             | 0             | 0             | 3                 | 0                 | 2                 | 0                 | 16       | 3      | 2           | 0          |
| E. Kern       | 28            | 11            | 3             | 0             | 3                 | 2                 | 0                 | 0                 | 31       | 13     | 3           | 0          |
| H. Myntti     | 8             | 1             | 0             | 0             | -                 | -                 | -                 | -                 | 8        | 1      | 0           | 0          |
| Đ. Ćetković   | 13            | 3             | 1             | 0             | 2                 | 0                 | 0                 | 0                 | 15       | 3      | 1           | 0          |
| R. Lechleiter | 13            | 3             | 1             | 0             | 1                 | 1                 | 0                 | 0                 | 14       | 4      | 1           | 0          |
| A. Menga      | 4             | 0             | 0             | 0             | -                 | -                 | -                 | -                 | 4        | 0      | 0           | 0          |
| C. Rahn       | 8             | 0             | 1             | 0             | 1                 | 0                 | 0                 | 0                 | 9        | 0      | 1           | 0          |